# Храздан (река)
{{Река
| име = Храздан 
 јерм.  
| слика = Hrazdanatproshian.jpg
| опис = Река Храздан
| дужина = 141
| висина_извора = 1.097 m 
ушће: 826 
| проток = 17,9 
| површина_слива = 2.560
| извор = Севан 
| извор_координате = 
| ушће = [[У Аракс код града Масис ]]
| ушће_координате = 
| области = 
| земље       =  Јерменија
| притоке = Getar River
| слив = река Аракс; Каспијско језеро
| градови = Јереван, Храздан, Севан  
| пловност = 
| мапа = 
| опис_м = 
}}
Храздан (јерм. Հրազդան) је најдужа река у Јерменији. Представља северозападну отоку језера Севан, и тече ка југу кроз марз Котајк и главни град Јереван. Улива се у реку Аракс на југу земље. Има велики значај за привреду Јерменије (хидроенергије, наводњавање, риболов).

## Име
У 7. веку пре нове ере краљ Урартуа Руса II је наредио да се прокопа канал између државе Аза (на Араратској висоравни) и долине Куарлини (данашњи Ечмијадзин). Канал је прозван као Илдаруниа. Име Храздан први је употреби Мојсије Коренски.

## Географске и привредне карактеристике
Река Храздан представља отоку језера Севан (северозападна обала језера крај истоименог града). Са висоравни се постепено спушта ка југу и протиче кроз Јереван, главни град Републике Јерменије. Крај Јеревана прави неколико веома оштрих окука. У доњем делу тока тече кроз Араратску равницу све до ушћа у Аракс, на граници Јерменије и Турске.
Дужина тока, од извора до ушће је 144 km, а укупна површина слива износи 7.310 km² (рачунајући и басен језера Севан), док је површина слива самог водотока 2.560 km².
Просечан пад износи 1,8 м/км. Просечан проток воде на излазску из језера износи свега 2 m³/s, а на ушћу 17,9 m³/s. У периоду од 1930. до 1960. на реци је изграђено укупно 8 хидроелектрана, што је довело до наглог пада нивоа самог језера Севан.
Поред производње електричне енергије, воде Храздана се користе и за наводњавање, индустрију, али и за риболов.